# Rodrigo Barra
Rodrigo Alejandro Barra Carrasco (n. Traiguén, IX Región de la Araucanía, Chile, 24 de septiembre de 1975) es un futbolista chileno. Juega como defensa y está actuando en el fútbol amateur.

## Trayectoria
Comenzó su carrera formándose como jugador en Deportes Temuco, donde hizo todas las inferiores. Si bien su formación se vio interrumpida por ser llamado al servicio militar, esto no mermó sus ganas de ser alguien en el fútbol. Fue enviado a préstamo a Iberia en 1997, luego volvió a Deportes Temuco hasta que en el receso del club fichó por Deportes Puerto Montt, hasta arribar en 2001 a Santiago Wanderers, club con el cual logró mayor identificación y donde permaneció hasta el 2005.
Luego de tener problemas con los dirigentes wanderinos, Barra se marcha del equipo porteño para recalar en Cobresal donde sólo estuvo un año y después recaló en Ñublense donde también solo permaneció un año y le tocó vivir el descenso del cuadro caturro desde la vereda contraria ya que en la última fecha su equipo jugaba con Santiago Wanderers venciéndolo por 2-0 y enviando a este a la Primera B.
En el 2008 luego de jugar la semifinal del Torneo de Clausura, de disputar 41 partidos y convertir 9 goles con Rangers finaliza contrato con el cuadro piducano y regresa a Santiago Wanderers después de haber sido incluido en el Equipo Ideal de la Revista "El Gráfico" Chile.
En su regreso a Wanderers toma una difícil misión, regresar a Primera División con el cuadro porteño. Su redebut con la camiseta verde fue recién el 19 de abril de 2009 ya que en su llegada se le detectó una lesión la cual lo tuvo parado más de tres meses. Finalmente logra una buena campaña y convirtiendo varios goles ayudó en el ascenso de Santiago Wanderers a la Primera División.
El año 2011, luego no renovar contrato con el club caturro, ficha por Deportes Antofagasta de la Primera B, con el objetivo de retornar al equipo puma a la serie de honor, tal como lo hizo con Wanderers a fines de 2009.
(Antonio Jesús Villegas de Temuco).

## Selección nacional
Tiene un paso por el seleccionado sub-20 en 1993 y también estuvo nominado a los partidos finales de la Roja Adulta que participó en las clasificatorias a Corea del Sur-Japón 2002 aunque no llegó a debutar con el seleccionado. También fue convocado para la Copa América 2001 realizada en Colombia pero tampoco llegó a debutar.

### Participaciones en Copa América
| Copa América      | Sede     | Resultado   |
| ----------------- | -------- | ----------- |
| Copa América 2001 | Colombia | 4º de final |

## Clubes
| Club                        | País  | Año             |
| --------------------------- | ----- | --------------- |
| Iberia                      | Chile | 1995-1997       |
| Deportes Temuco             | Chile | 1998            |
| Deportes Puerto Montt       | Chile | 1999-2000       |
| Santiago Wanderers          | Chile | 2001-2005       |
| Cobresal                    | Chile | 2006            |
| Ñublense                    | Chile | 2007            |
| Rangers                     | Chile | 2008            |
| Santiago Wanderers          | Chile | 2009-2010       |
| Deportes Antofagasta        | Chile | 2011            |
| José M. Carrera (Purranque) | Chile | 2012            |
| Quesos Kümey                | Chile | 2013-Actualidad |

## Palmarés

### Campeonatos nacionales
| Título           | Club                 | País  | Año    |
| ---------------- | -------------------- | ----- | ------ |
| Primera División | Santiago Wanderers   | Chile | 2001   |
| Primera B        | Deportes Antofagasta | Chile | 2011-A |
| Primera B        | Deportes Antofagasta | Chile | 2011   |

### Distinciones individuales
| Distinción                                              | Año  |
| ------------------------------------------------------- | ---- |
| Parte del Equipo Ideal de la Revista "El Gráfico" Chile | 2008 |